# Káld
Káld là một thị trấn thuộc hạt Vas, Hungary. Thị trấn này có diện tích 42,44 km², dân số năm 2010 là 1052 người, mật độ 25 người/km².